# Leslie (Geòrgia)
Leslie és una població dels Estats Units a l'estat de Geòrgia. Segons el cens del 2000 tenia 455 habitants.

## Demografia
Segons el cens del 2000, Leslie tenia 455 habitants, 175 habitatges, i 127 famílies. La densitat de població era de 99,3 habitants/km².
Dels 175 habitatges en un 28% hi vivien nens de menys de 18 anys, en un 49,1% hi vivien parelles casades, en un 18,9% dones solteres, i en un 26,9% no eren unitats familiars. En el 25,7% dels habitatges hi vivien persones soles l'11,4% de les quals corresponia a persones de 65 anys o més que vivien soles. El nombre mitjà de persones vivint en cada habitatge era de 2,6 i el nombre mitjà de persones que vivien en cada família era de 3,11.
Per edats la població es repartia de la següent manera: un 23,5% tenia menys de 18 anys, un 9,2% entre 18 i 24, un 23,1% entre 25 i 44, un 24,6% de 45 a 60 i un 19,6% 65 anys o més.
L'edat mediana era de 42 anys. Per cada 100 dones de 18 o més anys hi havia 85,1 homes.
La renda mediana per habitatge era de 24.773 $ i la renda mediana per família de 29.821 $. Els homes tenien una renda mediana de 30.625 $ mentre que les dones 21.607 $. La renda per capita de la població era de 15.243 $. Entorn del 21,1% de les famílies i el 28,2% de la població estaven per davall del llindar de pobresa.

## Poblacions més properes
El següent diagrama mostra les poblacions més properes.